# Bárboles
Bárboles (aragónul Bárbols) település Spanyolországban,  Zaragoza tartományban. Bárboles Alagón, Zaragoza, Bardallur, Pleitas, Pedrola és Grisén községekkel határos. Lakosainak száma 286 fő (2024).

## Népesség
A település népessége az utóbbi években az alábbiak szerint változott:
| Lakosok száma | 326  | 318  | 324  | 352  | 327  | 317  | 312  | 293  | 297  | 286  |
|               | 2001 | 2004 | 2007 | 2009 | 2012 | 2014 | 2017 | 2019 | 2022 | 2024 |